# Two Mothers
Two Mothers (Adore, intitolato inizialmente Two Mothers e in seguito anche Perfect Mothers) è un film del 2013 diretto da Anne Fontaine.
Il soggetto è basato sul romanzo Le nonne di Doris Lessing e tratta dei rapporti amorosi che si instaurano tra due madri, migliori amiche, interpretate da Robin Wright e Naomi Watts, l'una con il figlio dell'altra.

## Trama
Nel Nuovo Galles del Sud la quarantenne Roz, suo marito Harold e il loro figlio diciottenne Tom vivono vicino alla spiaggia. Lil, che è vedova, vive nelle vicinanze con il figlio Ian, anch'egli diciottenne. Roz e Lil sono grandi amiche fin da piccole e lo sono anche i loro figli.
Harold cerca e trova un lavoro come professore universitario a Sydney all'insaputa di Roz: si aspetta che la moglie e il figlio siano disposti a trasferirsi nella metropoli con lui, ma dopo l'iniziale freddezza deve accettare il rifiuto che porterà alla separazione tra i due. Decisivo per questa rottura il rapporto che si instaura tra Roz e Ian. Tom, scoperta la madre a letto con il suo miglior amico, si reca da Lil con la quale avvia, quasi per vendetta, il sesso. Le due coppie si confessano tutto e, pur ripromettendosi di non dare seguito a questi sentimenti che li hanno investiti improvvisamente, non resistono alla passione e proseguono di comune accordo serenamente.
Due anni dopo Tom risponde ad un'offerta di lavoro del padre ed è così costretto a passare gran parte del suo tempo a Sydney. Lì ha una relazione con una sua coetanea, Mary, e pur continuando ad amare Lil è spinto da questa a lasciarla e quindi a sposare la ragazza che lo ama. Roz, che ci pensava da tempo, decide con dolore di interrompere anche lei la relazione con Ian in modo che anche questi possa farsi una vita "normale" aprendosi ad un rapporto con una ragazza della sua età. Ian è distrutto e rischia la vita in un'imprudente uscita col surf. Proprio in seguito a questo incidente si lega ad una ragazza della sua età, Hannah, salvo poi volerla lasciare non avendo intenzione di illuderla. Ma dopo aver saputo che lei è incinta cambia idea.
Anni dopo i due amici, con le rispettive madri, mogli e figliolette passano una giornata in spiaggia in allegria. Uno sguardo tra Ian e Roz basta a far capire che la passione, sebbene arginata da scelte razionali, non si è affatto spenta.  Quella sera, cenano tutti insieme, durante la quale Tom si ubriaca e fa una passeggiata per schiarirsi la testa. Ian lo segue e lo vede fare sesso con Lil. Infuriato, dice a Mary la verità. Le mogli sono inorridite e se ne vanno con le bambine.
Quando Tom torna più tardi, trova Roz seduta da sola nella sua stanza, e lei dice a Tom che non pensa che Mary, Hannah o le loro nipoti torneranno mai. Lil insiste in lacrime che lei e Tom hanno cercato di fermarsi, ma non sono riusciti a stare lontani l'uno dall'altro. Roz non ha parole per Lil.
Il tempo passa e Ian va a fare una nuotata nell'oceano finché non arriva a un molo libero nell'acqua, lo stesso molo dove ha iniziato a corteggiare Roz, e Roz e Lil nuotavano da ragazze. Sale a bordo e vede che Tom, Lil e Roz sono lì. Dopo aver detto loro buongiorno, si sdraia accanto a Roz.

## Produzione
Inizialmente il progetto era intitolato Two Mothers, ma nel mese di giugno 2013 il titolo diventa Adore.
Le riprese del film si sono svolte in Australia, tra le città di Sydney, Seal Rocks e Shelly Beach, e il budget è stato di circa 16 milioni di dollari.

## Promozione
Il primo trailer del film viene pubblicato il 14 febbraio 2013.

## Distribuzione
Il film è stato presentato al Sundance Film Festival il 18 gennaio 2013. Nelle sale cinematografiche francesi è uscito il 3 aprile, mentre negli Stati Uniti d'America è stato distribuito in numero limitato di copie dal 6 settembre 2013. In Italia è stato distribuito dalla Bim dal 17 ottobre 2013.

### Edizione italiana
Nell'edizione italiana il film è tagliato degli ultimi quindici minuti (salvo la scena finale dei quattro protagonisti distesi al sole), dove le mogli di Ian e Tom scoprono la torbida relazione e se ne vanno con le figlie.

## Accoglienza

### Incassi
Il film è stato un flop al botteghino, incassando solamente 2.561.024 dollari, di cui 674.982 come Adore.

## Riconoscimenti
- 2014 - Australian Film Critics Association
  - Candidatura per la miglior attrice a Naomi Watts
- 2014 - AACTA Award
  - Candidatura per la miglior attrice protagonista a Naomi Watts
  - Candidatura per la miglior scenografia a Annie Beauchamp
  - Candidatura per i migliori costumi a Joanna Mae Park
- 2014 - Film Critics Circle of Australia
  - Miglior attrice a Naomi Watts